# Противподморничко оружје
Противподморничко оружје (енгл. Anti-submarine weapon) је специјално конструисано оружје за уништавање зароњене подморнице. Ту спадају:
- дубинска бомба ,
- клизач дубинских бомби ,
- бацач дубинских бомби ,
- противподморнички ваздухоплов .

## Развој

### Први светски рат
До Првог светског рата није било специјалног противподморничког оружја: већина РМ предвиђала је употребу артиљерије за уништавање подморнице када је на површини, и гажење на перископској дубини.
Британска РМ је прва, 1915, употребила специјално противподморничко оружје - дубинску бомбу, с експлозивним пуњењем од 50 кг ТНТ, брзином тоњења 3 м/с и темпирном дубином до 100 м. Оне су прво обаране по крми брода из клизача (решеткасти оквир са два реда косих трачница), а нешто касније уведени су бацачи из којих су избациване бочно на даљину 40-150 м. Увођењем хидрофона и шумосмерача олакшано је откривање зароњене подморнице и повећана ефикасност гађања подморнице. Ради сузбијања све веће опасности од немачких подморница, савезници су у рату наоружавали велики број ратних бродова противподморничким оружјем и средствима за откривање подморница. Пред крај рата развила се посебна врста авиона наоружаних и дубинским бомбама за борбу против подморница на површини и на перископској дубини.
Са дубинском бомбом, као јединим специјалним противподморничким оружјем, је у Првом светском рату потопљено 38 од укупно 178 уништених немачких подморница.

### Други светски рат
Између два светска рата противподморничко оружје се није битно мењало. У Другом светском рату знатан напредак представља конструисање прамчаних бацача већег домета (180-450 м) који избацују плотун противподморничких зрна или дубинских бомби. 1942. уведени су импулсни бацач Јеж са 24 зрна и ракетни бацач Клопка са 4 или 8 зрна, а 1943. троцевни бацач дубинских бомби Сипа. Повећању вероватноће погађања (пред краја рата на око 10%)  допринели су усавршени командно-рачунарски уређаји, подводни електрични локатор и повећање експлозивног пуњења (до 800 кг), брзине тоњења (до 11 м/с) и темпирне дубине (10 до 300 м) дубинских бомби. У рату су се развили нови типови бродова (фрегата, корвета) с јачим противподморничким оружјем и усавршенијим средствима откривања, а авиони за борбу против подморница, поред дубинских бомби, опремљени су торпедима, противподморничким ракетама и хидроакустичним плутачама.

### После Другог светског рата
После Другог светског рата повећан је домет, сектор гађања и брзина пуњења бродских противподморничких, нарочито ракетних бацача, и постигнута је већа тачност гађања даљинским управљањем и укључивањем електронског рачунара у командно-рачунарски систем. Педесетих година РМ СССР уводи ракетне противподморничке бацаче, а РМ САД уводи у наоружање авиона дубинску бомбу Мк 101 Лулу са нуклеарним пуњењем и специјална пп торпеда (Мк 48 - калибра 533мм, брзине 50-60 чворова, навођена каблом и са активно-пасивним акустичким уређајем за самонавођење, домета преко 20 км). Шездесетих година уведена су ракетом ношена пп торпеда (амерички АСРОЦ и СУБРОЦ), веће брзине и домета.